# Сакович, Андрей Сергеевич
Андре́й Серге́евич Сако́вич (бел. Андрэй Сяргеевіч Саковіч; род. 15 апреля 1992, Гомель) — белорусский футболист, вратарь клуба «Бумпром».

## Карьера
Вратарь, воспитанник гомельского футбола. В 15 лет подписал первый профессиональный контракт с родным «Гомелем». В возрасте 17 лет дебютировал за дублирующую команду. В 2009 году провёл за дубль 19 матчей, пропустил 10 голов. В 2010 году в связи с вылетом «Гомеля» в первую лигу играл за «Гомель-2», который был заявлен во вторую лигу (Д3), и сыграл в 29 играх. В 2011 году, после возвращения «Гомеля» в высшую лигу, продолжил играть за дубль. В 2012 году, после расторжения контракта со Срдяном Остойичем, став вторым вратарём клуба, стал регулярно попадать в заявку основной команды.
12 июля 2012 года дебютировал за «Гомель», выйдя в стартовом составе клуба на ответную встречу 1-го раунда Лиги Европы против фарерского «Викингура». Матч завершился со счётом 4:0 в пользу гомельчан. 22 июля сыграл дебютную встречу в Кубке Беларуси в матче против «Полоцка», встреча завершилась победой гомельчан в серии пенальти. По итогам сезона 2012 года стал с дублем ФК «Гомель» чемпионом первенства среди дублирующих команд высшей лиги.
25 ноября 2012 года дебютировал в высшей лиге в матче заключительного тура чемпионата против бобруйской «Белшины», пропустив 3 мяча и отыграв не очень уверенно.
С 2013 года перестал появляться в основе, редко попадал на скамейку запасных, выступал за дубль. В декабре 2014 года покинул гомельский клуб. Однако через некоторое время «Гомель» покинул основной вратарь Андрей Климович, и Сакович вернулся в команду, в феврале 2015 года продлил контракт с клубом. Сезон 2015 начал в качестве основного вратаря команды. С августа уступил место Олегу Ковалёву, однако в октябре вернул место в стартовом составе. После вылета «Гомеля» в Первую лигу остался в команде, в сезоне 2016 не появлялся на поле.
В августе 2016 года покинул «Гомель» и перешёл на правах свободного агента в ФК «Лида». Успешно выступив во второй половине чемпионата Беларуси за «Лиду», Сакович в начале 2017 года перешёл в солигорский «Шахтёр». В марте покинул клуб, так и не сыграв ни в одном официальном матче. Вскоре игрок присоединился к бобруйской «Белшине». Сакович был основным вратарём команды. По окончании сезона Андрей покинул клуб.
В январе 2018 стал игроком «ЮАС». Был основным вратарём житковичского клуба. В марте 2019 года расторг контракт с клубом и присоединился к новополоцкому «Нафтану», где чередовался с Евгением Гремзой.
В январе 2020 года перешёл в речицкий «Спутник». Не смог закрепиться в команде. Сыграл только в одном матче — 6 июня против «Осиповичей» в рамках Кубка Беларуси. В июле расторг контракт с клубом и присоединился к «Городее», где стал вторым вратарём, трижды сыграл за команду в Высшей лиге и один раз в Кубке Беларуси.
В марте 2021 года стал игроком гомельского «Бумпрома».

## Статистика
| Сезон    | Дивизион | Клуб     | Страна                    | Матчи | Голы |
| -------- | -------- | -------- | ------------------------- | ----- | ---- |
| 2008     | дубль    | Гомель   | Флаг Беларуси (1995—2012) | 2     | -20  |
| 2009     | дубль    | Гомель   | Флаг Беларуси (1995—2012) | 19    | -19  |
| 2010     | Д3       | Гомель-2 | Флаг Беларуси (1995—2012) | 29    | -40  |
| 2011     | дубль    | Гомель   | Флаг Беларуси (1995—2012) | 10    | -3   |
| 2012     | Д1       | Гомель   | Флаг Беларуси             | 1     | -3   |
| 2013     | дубль    | Гомель   | Флаг Беларуси             | 30    | -20  |
| 2014     | дубль    | Гомель   | Флаг Беларуси             | 31    | -23  |
| 2015     | Д1       | Гомель   | Флаг Беларуси             | 18    | -26  |
| 2016 (1) | Д2       | Гомель   | Флаг Беларуси             | 0     | -0   |
| 2016 (2) | Д2       | Лида     | Флаг Беларуси             | 13    | -9   |
| 2017     | Д2       | Белшина  | Флаг Беларуси             | 24    | -23  |
| 2018     | Д2       | ЮАС      | Флаг Беларуси             | 28    | -37  |
| 2019     | Д2       | Нафтан   | Флаг Беларуси             | 14    | -18  |
| 2020 (1) | Д2       | Спутник  | Флаг Беларуси             | 0     | -0   |
| 2020 (2) | Д1       | Городея  | Флаг Беларуси             | 3     | -7   |
| 2021     | Д3       | Бумпром  | Флаг Беларуси             | 12    | -9   |